# Kelemen Géza (tanár)
Kelemen Géza (Baja, 1854. május 23. – Budapest, 1914. március 8.) kereskedelmi iskolai tanár.

## Élete
Kelemen József és Valentin Róza fia. Tanulmányait Szegeden és Budapesten végezte. Középiskolákra nyert képesítést történelemből, földrajzból és németből. Tanított 1886-tól az Aranyosi-féle felső kereskedelmi iskolában német nyelvet és földrajzot; ezen kívül a VI. kerületi felső kereskedelmi iskolában német nyelvet. Tagja volt a szabad líceumnak is. Neje Fischer Berta volt.

## Munkája
- Földrajz felső kereskedelmi iskolák számára. Budapest, 1897